# Alkarska zbirka
Alkarska zbirka, skup izložaka u Muzeju Cetinske krajine u gradu Sinju vezanih uz Sinjsku alku i obranu Sinja od napada Turaka 1715. godine. Zaštićeno je kulturno dobro.

## Opis dobra
Zbirka Viteškog alkarskog društva (VAD) u Sinju posjeduje odore alkara, alkarskih momaka, vojvode i alajčauša te bogatu zbirku oružja i konjske opreme. Manji dio odjeće datira iz prve polovice 19. stoljeća, a većina je iz kraja 19. i početka 20. st. Oružje i konjska oprema datira iz razdoblja 17. – 19. st. Svi predmeti sastavni su dio viteške igre Sinjska alka koja se do danas trči u Sinju.

## Zaštita
Pod oznakom RST-447,17/9-78, vrste pokretno kulturno dobro — zbirka, pravna statusa zaštićenoga kulturnog dobra, vrste etnografska građa. Nije pod zaštitom UNESCO-a.